# Shelbyville (Kentucky)
Shelbyville város az Amerikai Egyesült Államok Kentucky államában, Shelby megyében, melynek megyeszékhelye is. Lakosainak száma 17 282 fő (2020. április 1.).

## Népesség
A település népességének változása:

| 2010 | 14 045 |
| 2020 | 17 282 |